# Hyponeuma taltula
Hyponeuma taltula är en fjärilsart som beskrevs av William Schaus 1904. Hyponeuma taltula ingår i släktet Hyponeuma och familjen nattflyn. Inga underarter finns listade i Catalogue of Life.